# Brasil nos Jogos Mundiais
Este artigo traz um resumo da Participação brasileira nos Jogos Mundiais.
| Brasil nos Jogos Mundiais Quadro de medalhas | Brasil nos Jogos Mundiais Quadro de medalhas | Brasil nos Jogos Mundiais Quadro de medalhas | Brasil nos Jogos Mundiais Quadro de medalhas | Brasil nos Jogos Mundiais Quadro de medalhas | Brasil nos Jogos Mundiais Quadro de medalhas | Brasil nos Jogos Mundiais Quadro de medalhas | Brasil nos Jogos Mundiais Quadro de medalhas | Brasil nos Jogos Mundiais Quadro de medalhas | Brasil nos Jogos Mundiais Quadro de medalhas | Brasil nos Jogos Mundiais Quadro de medalhas |
| Ranking Final                                | Edição                                       | Esportes Oficiais                            | Esportes Oficiais                            | Esportes Oficiais                            | Esportes Oficiais                            | Esportes de Demonstração                     | Esportes de Demonstração                     | Esportes de Demonstração                     | Esportes de Demonstração                     |                                              |
| Ranking Final                                | Edição                                       |                                              |                                              |                                              |                                              |                                              |                                              |                                              |                                              | Ref.                                         |
| -------------------------------------------- | -------------------------------------------- | -------------------------------------------- | -------------------------------------------- | -------------------------------------------- | -------------------------------------------- | -------------------------------------------- | -------------------------------------------- | -------------------------------------------- | -------------------------------------------- | -------------------------------------------- |
| 24                                           | Jogos Mundiais de Londres-1985               | 0                                            | 0                                            | 1                                            | 1                                            | 0                                            | 0                                            | 0                                            | 0                                            | [ 1 ]                                        |
| 33                                           | Jogos Mundiais de Karlsruhe-1989             | 0                                            | 1                                            | 0                                            | 1                                            | 0                                            | 0                                            | 0                                            | 0                                            | [ 2 ]                                        |
| 33                                           | Jogos Mundiais de Haia-1993                  | 0                                            | 1                                            | 1                                            | 2                                            | 0                                            | 0                                            | 0                                            | 0                                            | [ 3 ]                                        |
| 32                                           | Jogos Mundiais de Lahti-1997                 | 1                                            | 0                                            | 2                                            | 3                                            | 0                                            | 0                                            | 0                                            | 0                                            | [ 4 ]                                        |
| 37                                           | Jogos Mundiais de Akita-2001                 | 0                                            | 3                                            | 1                                            | 4                                            | 0                                            | 0                                            | 0                                            | 0                                            | [ 5 ]                                        |
| 30                                           | Jogos Mundiais de Duisburgo-2005             | 1                                            | 1                                            | 2                                            | 4                                            | 0                                            | 0                                            | 0                                            | 0                                            | [ 6 ]                                        |
| 15                                           | Jogos Mundiais de Kaohsiung-2009             | 4                                            | 3                                            | 3                                            | 10                                           | 1                                            | 0                                            | 1                                            | 2                                            | [ 7 ]                                        |
| 11                                           | Jogos Mundiais de Cali-2013                  | 5                                            | 3                                            | 1                                            | 9                                            | 0                                            | 1                                            | 1                                            | 2                                            | [ 8 ]                                        |
| 16                                           | Jogos Mundiais de Wrocław-2017               | 4                                            | 2                                            | 2                                            | 8                                            | 1                                            | 0                                            | 0                                            | 1                                            |                                              |
| Total                                        |                                              | 15                                           | 14                                           | 13                                           | 32                                           | 2                                            | 1                                            | 2                                            | 5                                            |                                              |